# Clossiana serena
Clossiana serena är en fjärilsart som beskrevs av Hans Fruhstorfer 1908. Clossiana serena ingår i släktet Clossiana och familjen praktfjärilar. Inga underarter finns listade i Catalogue of Life.